# Patara

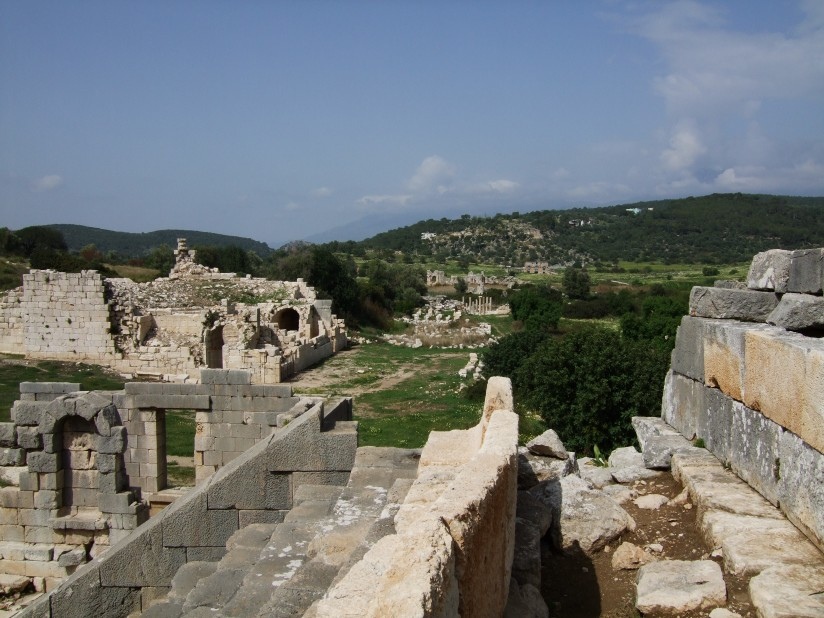
Vista de las ruinas de la ciudad desde lo alto del anfiteatro.

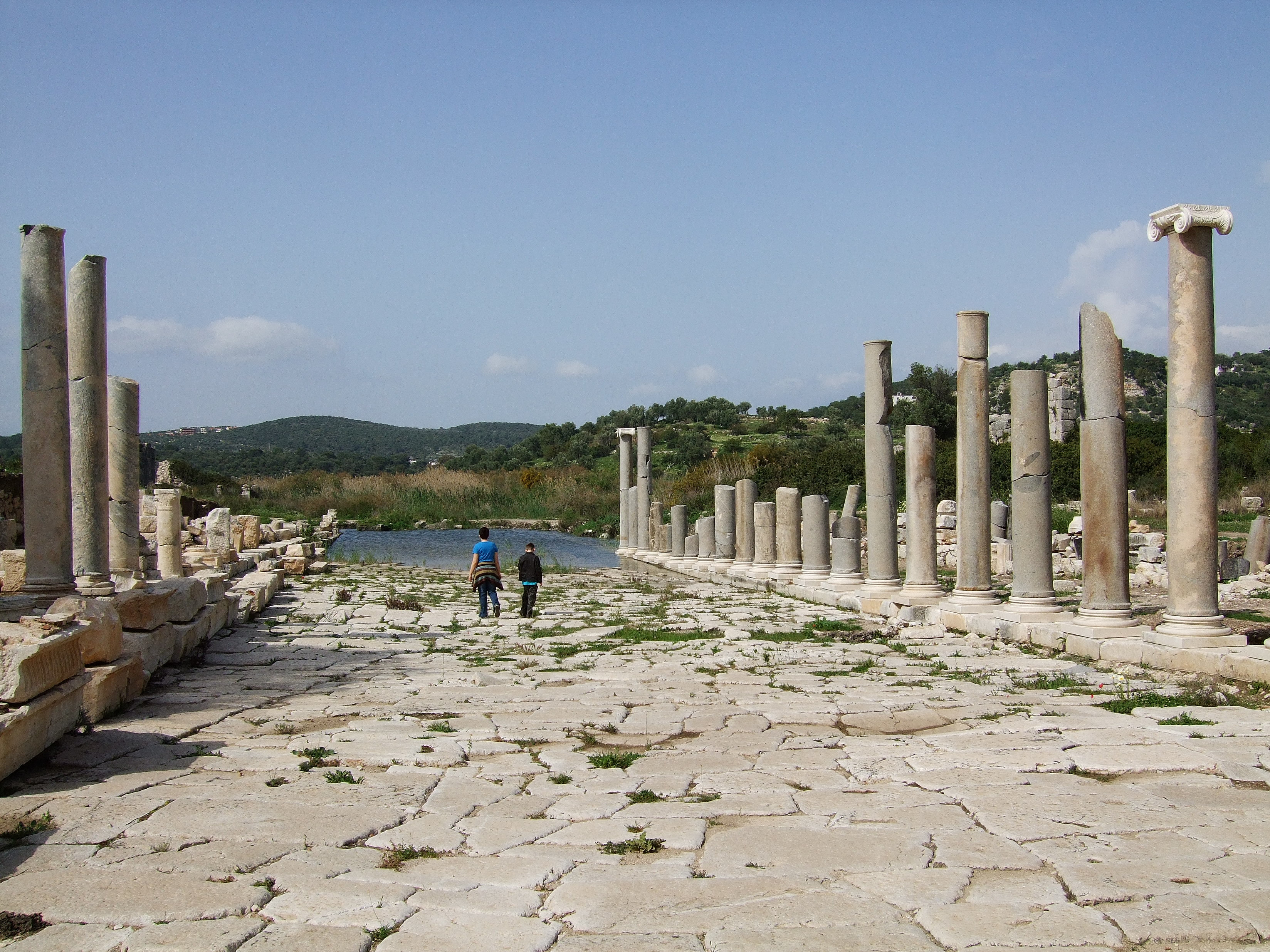
Vista de la calle principal de Patara, parcialmente reconstruida.

Patara (en licio: 𐊓𐊗𐊗𐊀𐊕𐊀, Pttara), luego denominada también como Arsínoe (Ἀρσινόη), fue una ciudad marítima y comercial próspera de la costa sudoeste de Licia, junto a la pequeña ciudad actual de Gelemiş, en la provincia de Antalya (Turquía). Aquí nació san Nicolás de Bari, que vivió la mayor parte de su vida en la cercana ciudad de Mira (actual Demre).

## Historia
Poseía un puerto natural. Se dice que la fundó Pataro, un hijo de Apolo. Estaba situada a 60 estadios de la desembocadura del río Janto. Patara en la antigüedad era famosa por su oráculo de Apolo, segundo en importancia tras el de Delfos. A menudo se daba a este dios el sobrenombre de Patareo. Heródoto dice que el oráculo de Apolo sólo profetizaba en algún momento del año; y por Servio sabemos que este periodo eran los seis meses de invierno. Parece seguro que Patara recibió colonos dorios de Creta; el templo de Apolo era dórico. 
Los escritores antiguos mencionan Patara como una de las ciudades principales de Licia. Fue el puerto principal de Licia, y una de las ciudades líderes de la Liga Licia, ya que tenía el máximo de votos, tres. En época de Vespasiano, al crear este la provincia Licia y Panfilia, fue seleccionada como su capital. En el Nuevo Testamento se la cita como uno de los puertos en que hizo escala Pablo de Tarso en su regreso a Jerusalén luego de su tercer viaje.

## Turismo
Aparte de por sus ruinas antiguas, Patara es famosa por la playa de Patara de 18 km de larga.